# Somerton (Norfolk)
Somerton ist eine Verwaltungseinheit in der Grafschaft Norfolk, im Süden des Vereinigten Königreichs. Es besteht aus den Zwillingsdörfern East Somerton und West Somerton. Bei der Volkszählung im Jahr 2001 hatte der Ort 257 Einwohner.
Die nächste größere Stadt ist das 14 Kilometer südlich gelegene Great Yarmouth. Somerton ist geprägt durch landwirtschaftlich genutzte Flächen und alte Farmen. Das Dorf liegt im Küstengebiet und beherbergt weite Dünenlandschaften sowie große Strandflächen.
Die Kirche West Somerton St Mary ist eine von 124 Rundturmkirchen in Norfolk. Auf dem Friedhof befindet sich das Grab von Robert Hales, dem „Riesen von Norfolk“, der 1820 im Dorf geboren wurde. Mit einer Größe von über 2,30 Meter und mehr als 200 Kilogramm Körpergewicht trat er im Zirkus auf und traf auch Königin Victoria. Er starb 1863.